# Mycobacterium chelonae
Mycobacterium chelonae é uma bactéria, micobactéria de crescimento rápido, possui Ácido-álcool resistência, portanto não pode ser corada pelo método gram, aeróbia, contaminante comum da água, comumente encontrada no solo e ocasionalmente presente em expectorações. Causa infecções pós-operatórias e abscessos glúteos, além de ser encontrada em tintas de tatuagens.
A espécie Mycobacterium abscessus era considerada sua subespécie até 1992.
Pacientes tratados com antibióticos azitromicina e doxiciclina podem se recuperar, embora em ritmo diferentes, dependendo da 
extensão da infecção.